# Saguenay (Québec)
Saguenay /sag.'nɛ/ è una città del Canada, nella regione di Saguenay-Lac-Saint-Jean della provincia del Québec.